# Panchayati Raj
Der Panchayati Raj (Hindi: पंचायती राज Pāncāyatī rāj [pɑːnˈtʃɑːjʌtiː ˈrɑːdʒ] „Panchayat-Herrschaft“) ist eine dezentrale Regierungsform der dörflichen Selbstverwaltung durch gewählte Räte, die vor allem in Indien, Pakistan und Nepal verbreitet ist. Panchayat (पंचायत Pāncāyat [pɑːnˈtʃɑːjʌt]) bedeutet wörtlich Versammlung (yat) von fünf (panch) weisen und geachteten Älteren, die von der Dorfgemeinschaft gewählt und akzeptiert werden. Diese Versammlungen schlichten traditionell Streitigkeiten zwischen Dorfbewohnern oder Dörfern. Die moderne indische Regierung hat verschiedene Verwaltungsaufgaben auf kommunaler Ebene dezentralisiert und gewählte Gram Panchayats ermächtigt. Die Gram Panchayats dürfen nicht mit den nicht gewählten khap Panchayats (Kasten-Panchayats) in einigen Teilen Indiens verwechselt werden.

## Panchayati Raj
Der Panchayati oder Panchayati Raj ist eine kommunale Regierungsform, in dem Gram Panchayats die grundlegenden Verwaltungseinheiten bilden. Er besteht aus drei Ebenen: Dorf, Block und Distrikt. Der relativ neue Begriff Panchayat Raj stammt aus der Periode der britischen Kolonialherrschaft in Indien. Raj bedeutet wörtlich Regierung.

## Panchayati Raj in Indien
Bereits Mohandas Gandhi befürwortete den Panchayati Raj als dezentralisierte Regierungsform, in dem jedes Dorf für seine Angelegenheiten selbst verantwortlich ist, als Grundlage des politischen Systems Indiens. Sein Begriff für dieses Konzept war Gram Swaraj (Dörfliche Selbstverwaltung). Für einen Politiker wie Bhimrao Ramji Ambedkar, der sich für die rechtliche und gesellschaftliche Gleichstellung der Dalits einsetzte, hatte dagegen, wie er in einer Rede vor der verfassungsgebenden Versammlung am 4. November 1948 ausführte, die dörfliche Selbstverwaltung durch Provinzialismus und durch die Beförderung ethnischer und religiöser Konflikte (Communalism) zur Zerstörung Indiens geführt.

### Gesetzliche Grundlagen, Ziele, Aufbau und Finanzierung
Mehrere indische Bundesstaaten führten dieses System in den 1950er- und 1960er-Jahren ein und verabschiedeten Gesetze zur Errichtung von Panchayats. In der Verfassung Indiens wurde die Idee der kommunalen Selbstverwaltung durch Panchayats 1992 mit der Einführung des Zusatzartikels 73 untermauert. Der Verfassungszusatz verfügt die Übertragung von Macht und Verantwortlichkeit für die Vorbereitung der wirtschaftlichen Entwicklungspläne, für soziale Gerechtigkeit und für die Umsetzung von 29 Bereichen, die im 12. Anhang der Verfassung aufgeführt sind.
Die Panchayats erhalten finanzielle Mittel aus drei Quellen: 1. Kredite für lokale Körperschaften auf Empfehlung der zentralen Finanzkommission; 2. Mittel der Zentralregierung für die Umsetzung von staatlich geförderten Programmen, 3. Mittel der Regierungen der Bundesstaaten auf Empfehlung der jeweiligen Finanzkommissionen.
Der 1992 vom indischen Parlament angenommene 73. Zusatzartikel zur Verfassung trat am 24. April 1993 in Kraft und verlieh den Institutionen der Panchayati Raj Verfassungsrang. Dieses Gesetz wurde am 24. Dezember 1996 auf Panchayats in den Stammesgebieten der sieben Bundesstaaten Andhra Pradesh, Gujarat, Himachal Pradesh, Maharashtra, Madhya Pradesh, Odisha und Rajasthan erweitert. Heute existiert das System der Panchayati Raj in allen Bundesstaaten außer Nagaland, Meghalaya und Mizoram und in allen Unionsterritorien außer Delhi. Ziel des Gesetzes ist es, in allen Bundesstaaten mit mehr als zwei Millionen Einwohnern dreistufige Panchayati Raj zu schaffen. Es sieht die regelmäßige Abhaltung von Panchayat-Wahlen alle fünf Jahre und Quoten für niedrige Kasten und Kastenlose (Scheduled Castes), Ureinwohner (Scheduled Tribes) und Frauen vor. Die Kastenlosen und Ureinwohner sollen entsprechend ihrem Anteil an der Bevölkerung des jeweiligen Gebiets vertreten sein. Für Frauen ist ein Drittel der Sitze reserviert. Damit unterscheidet sich die moderne Form der dörflichen Selbstverwaltung deutlich von der traditionellen Einrichtung der Panchayats. Die Mitglieder der traditionellen Panchayats „wurden nicht gewählt, sie übten ihr Amt nicht zeitlich begrenzt aus, die Kasten- und Religionszugehörigkeit waren entscheidende Auswahlfaktoren für die Mitgliedschaft, und Frauen und Kastenlose waren in Panchayats nicht vertreten.“
Die Bundesstaaten sollen Finanzkommissionen bestellen, die Empfehlungen zur finanziellen Ausstattung der Panchayats machen und in den Distrikten Planungskomitees einrichten, die für die Entwürfe der Entwicklungspläne des Distrikts verantwortlich sind. Das dreistufige System des Panchayati Raj besteht aus Panchayats auf Dorf-, Block- und Distriktebene.
Die Aufgaben und Verantwortungsbereiche werden an die Panchayats der entsprechenden Ebene delegiert und umfassen hauptsächlich:
- Vorbereitung der Pläne für wirtschaftliche Entwicklung und soziale Gerechtigkeit
- Umsetzung der Programme zur wirtschaftlichen Entwicklung und sozialen Gerechtigkeit in Bezug auf die 29 Bereiche des 12. Anhangs der Verfassung
- Erhebung, Eintreibung und Zuweisung von Steuern, Zöllen, Abgaben und Gebühren

### Der Panchayat auf Blockebene: Panchayat Samiti
Der Panchayat Samiti ist eine lokale Regierungsbehörde auf der Verwaltungsebene von Blocks (Tehsils oder Taluks, deren Dörfer einen sogenannten Entwicklungsblock bilden). Der Panchayat Samiti ist die Verbindung zwischen dem Gram Panchayat und der Distriktregierung. Diese Institution tritt in verschiedenen Bundesstaaten in verschiedenen Varianten auf. In Andhra Pradesh wird sie Mandal Praja Parishad genannt, in Karnataka Mandal Panchayat usw. Im Allgemeinen handelt es sich um einen Panchayati Raj auf höherer Ebene.

#### Organisation und Finanzierung
Ein Panchayat Samiti besteht aus offiziellen Mitgliedern (alle Sarapanchas des Blocks, die Abgeordneten des indischen Parlaments sowie der Regierung des Bundesstaates des Blocks und der Subdivisional Officer), kooptierten Mitgliedern (Repräsentanten der Kastenlosen, Ureinwohner und Frauen), assoziierten Mitgliedern (einem Bauern aus dem Gebiet sowie je einem Repräsentanten der Genossenschaften und der Marketing-Services) sowie einigen gewählten Mitgliedern. Der Samiti wird für fünf Jahre gewählt und von einem Vorsitzenden (mukhiya/sarpanch) und einem Stellvertretenden Vorsitzenden geleitet. Ein Samiti hat folgende Abteilungen: Allgemeine Verwaltung, Finanzen, Öffentliche Arbeiten, Landwirtschaft, Gesundheit, Bildung, Sozialwesen, Informationstechnologie und andere. Panchayat Samiti finanzieren sich hauptsächlich durch Zuschüsse und Kredite der Regierung des Bundesstaates.

#### Funktionen
- Umsetzung von Programmen zur landwirtschaftlichen Entwicklung
- Betreiben von Einrichtungen der medizinischen Grundversorgung und Grundschulen
- Trinkwasserversorgung, Abwasser, Straßenbau und -instandhaltung
- Entwicklung des Handwerks und der Kleinindustrie, Gründung von Genossenschaften
- Gründung und Unterstützung von Jugendorganisationen

### Der Panchayat auf Distriktebene
Der Zilla Parishad ist die Regierungsbehörde der Panchayati Raj auf Distriktebene. Parishad heißt auf Hindi Rat, Zilla Parishad bedeutet Distriktrat. Der Zilla Parishad ist für die Verwaltung der ländlichen Gebiete des Distrikts zuständig, sein Büro befindet sich in der Distriktverwaltung. Er ist das Bindeglied zwischen der Regierung des Bundesstaats und dem Panchayat Samiti auf Blockebene. An seiner Spitze steht der Distriktvorsteher (genannt District Collector, District Magistrate oder Deputy Comminissioner).

#### Organisation und Finanzierung
Die Mitglieder des Zilla Parishad werden für fünf Jahre aus dem Distrikt gewählt. Ein Zilla Parishad hat mindestens 50 und höchstens 75 Sitze. Ein Teil der Sitze ist für Kastenlose, Ureinwohner und Frauen reserviert. Die Finanzierung erfolgt zum einen durch Steuern und Gebühren, z. B. für Wasser, Pilger und Märkte, zum anderen zahlt die Regierung des Bundesstaates feste Zuschüsse proportional zum Steueraufkommen sowie Gelder für Programme und Arbeiten, die dem Parishad übertragen worden sind.

#### Funktionen
Die Zilla Parishad sind zuständig für die Bereitstellung von grundlegenden Dienstleistungen und Einrichtungen für die ländliche Bevölkerung und für die Planung und Umsetzung von Entwicklungsprogrammen im Distrikt. Im Einzelnen umfasst dies:
- Versorgung der Bauern mit verbessertem Saatgut, Information und Schulung der Bauern zu neuen landwirtschaftlichen Methoden; Errichtung von kleinen Bewässerungssystemen und Wasserfiltersystemen; Pflege von Weideland
- Einrichtung und Betrieb von Dorfschulen und Bibliotheken, Durchführung von Programmen zur Erwachsenenalphabetisierung
- Eröffnung von Einrichtungen der medizinischen Grundversorgung und Krankenhäusern in größeren Dörfern und von mobilen Krankenhäusern in sehr kleinen Dörfern; Durchführung von Impfprogrammen und Kampagnen zur Familienfürsorge
- Bau und Instandhaltung von Brücken und Straßen, Schulen und öffentlichen Gebäuden
- Umsetzung von Entwicklungsplänen für die Kastenlosen und Ureinwohner; Betrieb von Schulen für die Kinder der Ureinwohner; Errichtung von Wohnheimen für kastenlose Studenten
- Unterstützung der Gründung von Kleinunternehmen, z. B. in der Verarbeitung von landschaftlichen Produkten, Baumwollwirtschaft, Milchwirtschaft und im Handwerk; Umsetzung von ländlichen Beschäftigungsprogrammen
- Schaffung von Arbeitsmöglichkeiten für Kastenlose, niedere Kasten und Ureinwohner

## Kasten-Panchayati
In Nord-Indien gibt es neben diesen Institutionen noch so genannte Khap Panchayats (khap (Hindi खाप; Tamil நாட்டாமை =Clan/Kaste)). Sie spielen innerhalb der Kasten beziehungsweise der Clans eine Rolle.